# Les Joyeux
Les Joyeux est le surnom qu'on donne aux Bataillons d'Afrique.

Les Joyeux est un cercle littéraire belge fondé en 1847.

## Historique
Le cercle Les Joyeux est fondé le 16 septembre 1847 par une vingtaine d'amis. Le président en est Adolf Bauffe alors que le trésorier est G. Dronsart et le secrétaire Alfred Guilliaume. Parmi les membres fondateurs, les plus notables sont Alphonse Camporino, l'écrivain Charles De Coster, Louis Danhaive et le chansonnier Léon Jouret. Par la suite des personnalités comme Félicien Rops, Philippe Hen et l'éditeur François Parent vinrent s'adjoindre au cercle.
Charles De Coster prononça le discours inaugural dans « la chapelle privilégiée du Double Pot sous la protection de saint Faro et de sainte Lambick ».
Le groupe décida de rédiger un journal manuscrit, le Journal des Joyeux, qui aurait dû être publié par après, mais ce projet d'édition ne fut jamais réalisé. Dans ce Journal figurent aussi bien des écrits à tendance historique ou philosophique que des poèmes sentimentaux et même des strophes graveleuses. Le Journal des Joyeux comporte quatre tomes conservés à la Bibliothèque royale de Belgique. Leurs archives y sont également conservées et se composent de trois tomes.
Ce cercle était très proche de la Société des Agathopèdes.